# Iglesia de San Juan de Berbío
La iglesia de San Juan de Berbío es un templo de origen románico situado en la parroquia del mismo nombre, en el concejo asturiano de Piloña (España). Es Bien de Interés Cultural desde 1993.

## Historia
No se conoce la fecha de fundación de la primitiva iglesia, pero se cree pudo ser alrededor del año 1000 d. C. Quizás se erigió sobre una construcción prerrománica, apareciendo una cabecera cuadrada en intervenciones arqueológicas. En el siglo XI gozó de título monástico, fundado posiblemente por Alfonso V en el año 1005 y donado por la Infanta doña Urraca al abad y convento de San Pedro de Eslonza de León en el año 1099. Este patronazgo se prolongó hasta el siglo XIX. 
Sufrió sucesivas reformas en los siglos XV-XVI, siendo la más importante la del siglo XVIII, que configuró su estructura actual con cabecera cuadrada y pórtico perimetral. El templo fue destruido en 1936 durante la Guerra Civil, quemándose también el retablo del siglo XVIII. Se mantuvo en ruina hasta 1993, cuando el propio pueblo de Berbío emprendió la reconstrucción del templo. 
De su primitiva fábrica románica conserva la configuración de la planta, la portada occidental de doble arquivolta y los arcos y arranques de la primitiva cubierta. Durante estos trabajos apareció el ara de las reliquias en piedra, probablemente del templo original. Hasta el año 1892 fue el templo parroquial de Infiesto, capital del concejo de Piloña.

## Descripción
Tiene planta de cruz latina y testera cuadrada por el sur. Portada con doble arco de medio punto remarada en una vieja hornanica. La nave se cubre con techumbre de madera. EN el presbiterio conserva un arco y dovelas de la iglesia románica. 
Fue declara Bien de Interés Cultural en 1993. 